# 厄瓜多尔共产党
厄瓜多尔共产党（西班牙語：Partido Comunista del Ecuador），简称厄共（PCE），是厄瓜多尔的一个共产主义政党。该党成立于1925年，初名社会党，后改现名。该党出版刊物《人民报》。该党的总书记是温斯顿·阿拉尔孔·埃利萨尔德。该党的青年翼是厄瓜多尔共产主义青年。该党在厄瓜多尔工人联盟里扮演了领导角色。